# XE.com
XE.com (XE) es un sitio web canadiense fundado en 1993 y con sede en Newmarket, Ontario, el cual ofrece herramientas y servicios para el mercado de divisas. Es conocido por su aplicación móvil gratuita de conversión de divisas en línea, que ofrece información sobre tipos de cambio en tiempo real, si se encuentra conectada a Internet; Asimismo, la institución realiza servicios complementarios, tales como transferencias de fondos internacionales y operaciones relacionadas con divisas, los cuales están disponibles a través de su sitio web, aplicaciones móviles y otros canales digitales. Es filial de Euronet Worldwide desde 2015.

## Historia
La historia del sitio web se remonta a la compañía Xenon Laboratories Incorporated, dedicada a consultoría informática y servicios de Internet a empresas. En 1994, la empresa adquirió el dominio web XE.com, eligiendo estas dos letras por ser el símbolo químico del xenón. No fue hasta 2001, cuando la empresa cambió oficialmente su nombre a XE.com y lanzó una calculadora virtual de conversión de divisas, siendo una de las pioneras en proveer virtualmente un sistema para calcular específicamente la tasa de cambio. Al año siguiente, se le sumó su servicio de envío de dinero internacionales llamado Xe Trade, el cual operó bajo ese nombre hasta 2016, cuando fue renombrado a Xe Money Transfer. 
El 6 de julio de 2015, Euronet Worldwide, Inc., proveedor de servicios de pagos electrónicos, comunicó la adquisición de Xe. En diciembre de 2018, la empresa fusionó los servicios de pagos que prestaba a través de HiFX, quedando solamente XE.com para tales fines.
Aunque la calculadora de divisas se mantiene como líder en el mercado, utiliza la API de datos de divisas de Xe (Xe Currency Data API), la cual se alimenta de múltiples fuentes financieras internacionales, como bancos centrales, agencias financieras y proveedores institucionales de liquidez; en el ámbito de los envíos de dinero al extranjero, la compañía compite a nivel global y directamente con Wise, MoneyGram y Western Union, ofreciendo diferentes opciones de transferencia y retiro de dinero, tiempos de envío y tasas de cambio según el país.